# Andrzej Spławski
Andrzej Spławski znany również jako Andrzej z Płońska (zm. ok. 1459) – katolicki biskup włodzimierski, a następnie łucki, jeden z gospodarzy zjazdu monarchów w Łucku w 1429 roku.
O jego losach przed wyniesieniem na biskupstwo łuckie niewiele wiemy. Biskup Andrzej z Płońska był szóstym i ostatnim łacińskim biskupem we Włodzimierzu – prekonizowany 21 grudnia 1425 roku. Na podstawie decyzji papieskiej w 1425 roku przeniósł stolicę diecezji z Włodzimierza do Łucka. W 1428 roku od Wielkiego Księcia Litewskiego uzyskał uposażenie dla diecezji, które było potwierdzane przez następnych książąt i monarchów. W czasie pamiętnego zjazdu monarchów europejskich w 1429  Andrzej z Płońska wyszedł ze swoim duchowieństwem z powitalna procesją oraz, jak pisze  Feliks Sznarbachowski, niemało się natrudził przyjmując przy boku Witolda niezwykle licznych dostojnych gości. W czasie burzliwych wydarzeń politycznych na Wołyniu w latach 1430–1431 biskup Andrzej czynił wysiłki mediacyjne. Jak podaje polski historyk Jan Długosz, Andrzej został przez żołdactwo polskie, pozbawiony koni, szat i wszystkich innych rzeczy. 15 października 1432 roku podpisał akt unii grodzieńskiej. 20 stycznia 1433 roku był świadkiem aktu unii trockiej. W latach 1432–1434 występuje jako świadek w dokumentach Zygmunta Kiejstutowicza, co wskazuje, że opowiedział się on po jego stronie, dochowując tym samym wierności przede wszystkim królowi Władysławowi II Jagielle. 31 grudnia 1435 roku biskup Andrzej był  także świadkiem na dokumencie wieczystego pokoju polsko-krzyżackiego, jaki został zawarty w Brześciu Kujawskim. Po 1435 roku imię biskupa Andrzeja z Płońska nie pojawia się w aktualnie znanych materiałach źródłowych.

## Literatura
- О. Вітольд-Йосиф Ковалів. “Єпископ Андрій з Плонська, учасник урочистостей під час з’їзду європейських монархів у Луцьку в 1429 році” // http://kings.iatp.org.ua/html/ukr/materials/m_02_001.html
- [Ks.] Władysław Abraham, „Andrzej, łaciński biskup łucki”, [w:] Polski Słownik Biograficzny, t. 1, Kraków 1935, s. 106.
- Krzysztof Rafał Prokop, „Sylwetki biskupów łuckich”, Biały Dunajec – Ostróg 2001, s. 31.
- Ks. Jan Fijałek, „Biskupstwa wołyńskie Polski i Litwy w swoich początkach (w. XIV/XV)”, // „Sprawozdania z Czynności i Posiedzeń Akademii Umiejętności w Krakowie” 16 (1911) nr 4, s. 9-21, s. 20.
- Ks. Piotr Nitecki, „Biskupi Kościoła w Polsce. Słownik biograficzny”, Warszawa 1992, s. 271.